# كامبو خوسيه ديلغادو
كامبو خوسيه ديلغادو (بالإسبانية: Campo Elías Delgado)‏ هو قاتل فترة كولومبي، ولد في 15 مايو 1934 في Durania ‏ في كولومبيا، وتوفي في 4 ديسمبر 1986 في بوغوتا في كولومبيا بسبب إصابة بعيار ناري.